# Минеральная улица (Санкт-Петербург)
Минера́льная у́лица — улица в Калининском районе Санкт-Петербурга. Начинается от Кондратьевского проспекта и заканчивается тупиком около железнодорожных путей, идущих от Финляндского вокзала. Улица имеет разрыв: её начальный участок упирается в Арсенальную улицу, а конечный участок начинается от Арсенальной улицы севернее, напротив католической церкви Посещения Пресвятой Девой Марией Елизаветы.

## История
Улица получила название 7 марта 1880 года по минеральным источникам Полюстрова. Благодаря открытию источников железистых минеральных вод с начала XIX века район развивался как дачная местность.
Изначально улица проходила от Кондратьевского проспекта до Тимофеевской улицы, а в 1909 году её продлили до Арсенальной улицы. В 1931—1933 годах улицу продлили ещё дальше, по территории Выборгского римско-католического кладбища.

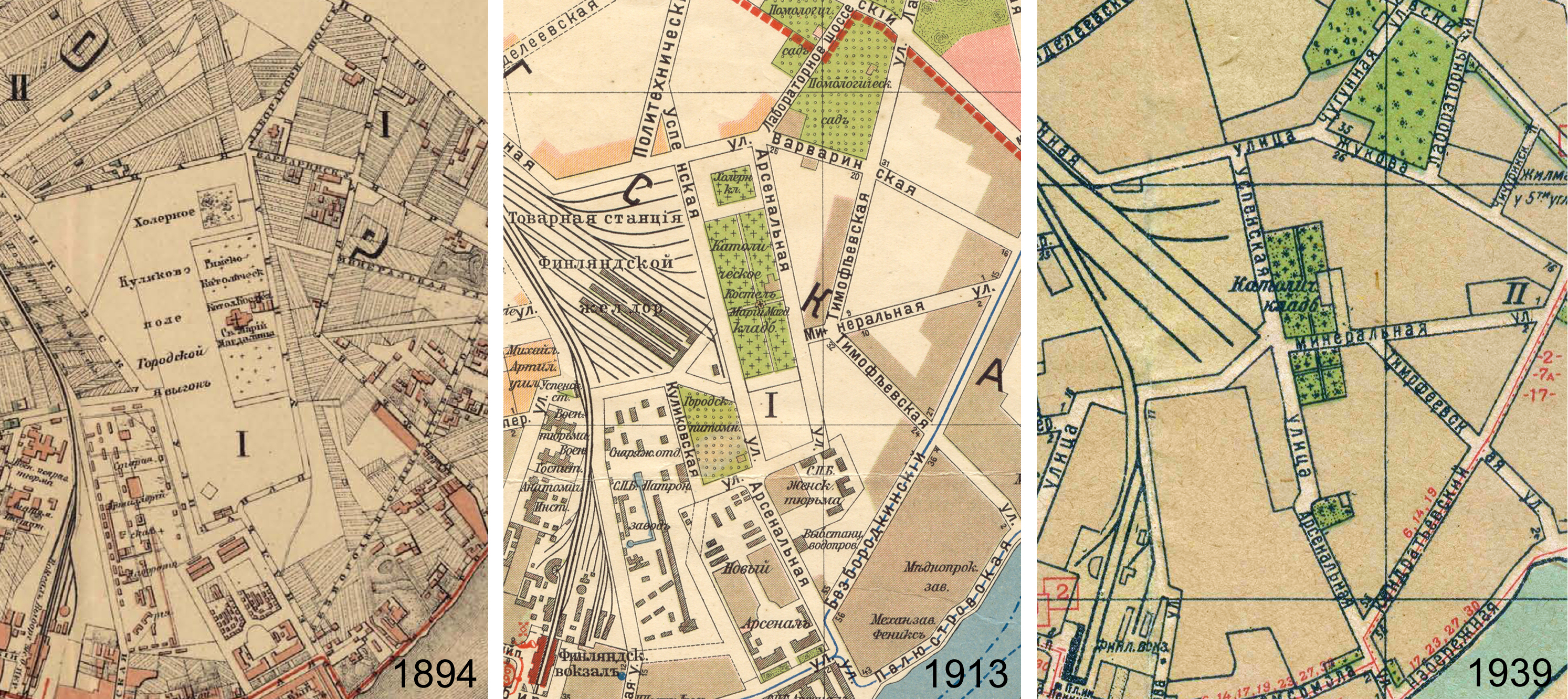
Минеральная улица на планах Петербурга, 1894, 1913, 1939

## Достопримечательности

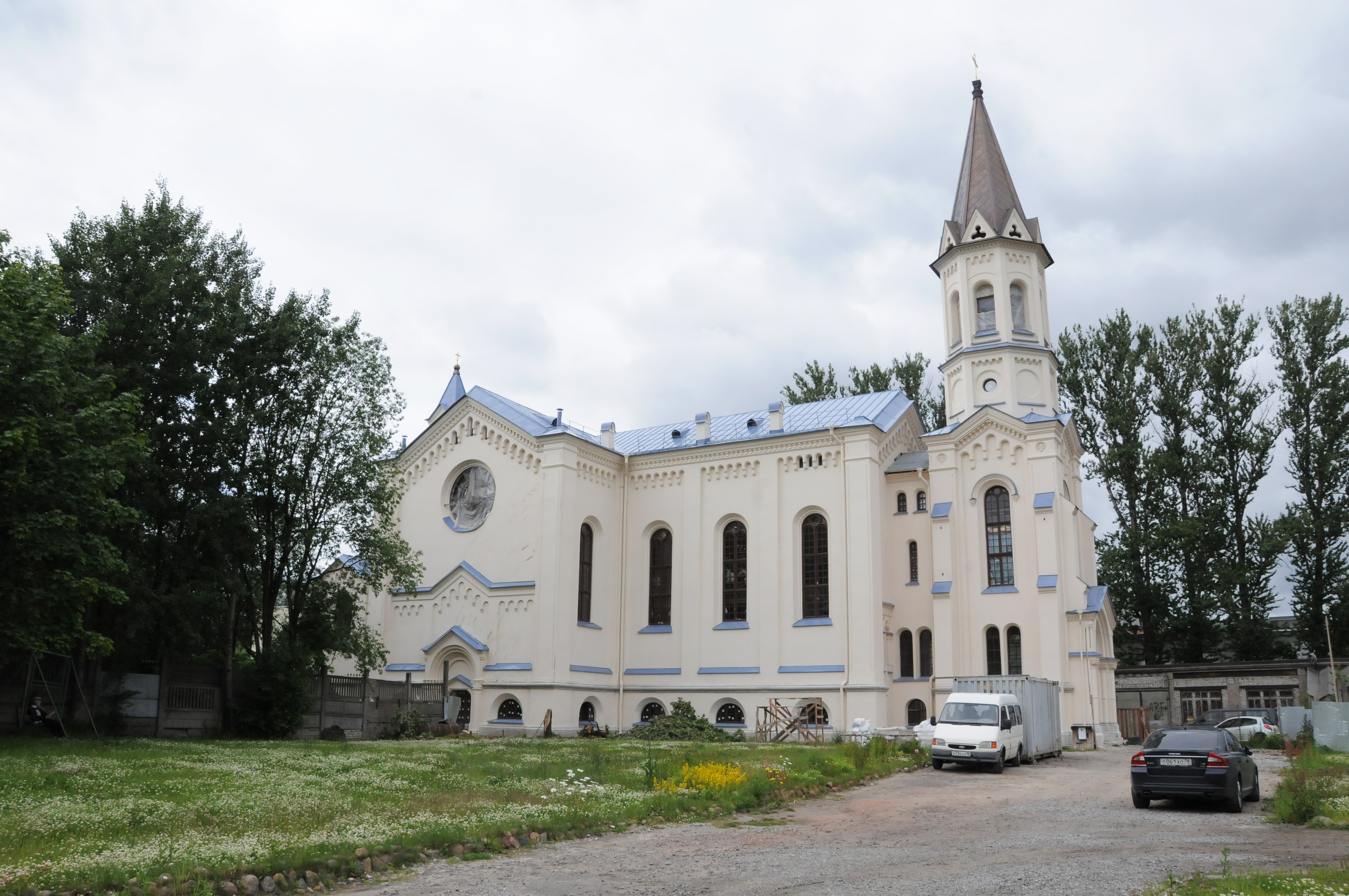
Церковь Посещения Пресвятой Девой Марией Елизаветы

- Дом № 10 — доходный дом 1913 года постройки, архитектор Э. П. Деклерон[2].
- Дом № 21, литера Д — католическая Церковь Посещения Пресвятой Девой Марией Елизаветы на бывшем Выборгском римско-католическом кладбище, построена по проекту архитектора Н. Л. Бенуа в 1879 году. 1 ноября 1938 года храм был закрыт[3], а кладбище в 1939 году — ликвидировано, часть захоронений наиболее известных людей перенесена в музейные некрополи Александро-Невской лавры и на Успенское кладбище. Здание церкви было перестроено, сначала в нём располагалось картофелехранилище, затем промышленная лаборатория. В апреле 2002 года здание церкви было возвращено католикам в крайне запущенном состоянии. Регулярные богослужения возобновлены в 2005 году. Церковь частично отреставрирована. 
 Объект культурного наследия № 7802336001№ 7802336001
- Дом № 21, корпус 2, литера А — часовня римско-католического кладбища, была перестроена в 1970-х[2].
- Дом № 21, корпус 2, литера Б — бывшая молельня кладбища, перестроена в 1970-х[2].
- Дом № 29 — здание начала XX века, бывшая товарная станция и контора прибытия[2].

## Транспорт
Ближайшая станция метро — «Площадь Ленина».
От этой станции метро по Минеральной улице следуют троллейбусы № 8 и № 43.

## Пересечения
- Кондратьевский проспект
- Улица Ватутина
- Арсенальная улица